# Formación San Juan

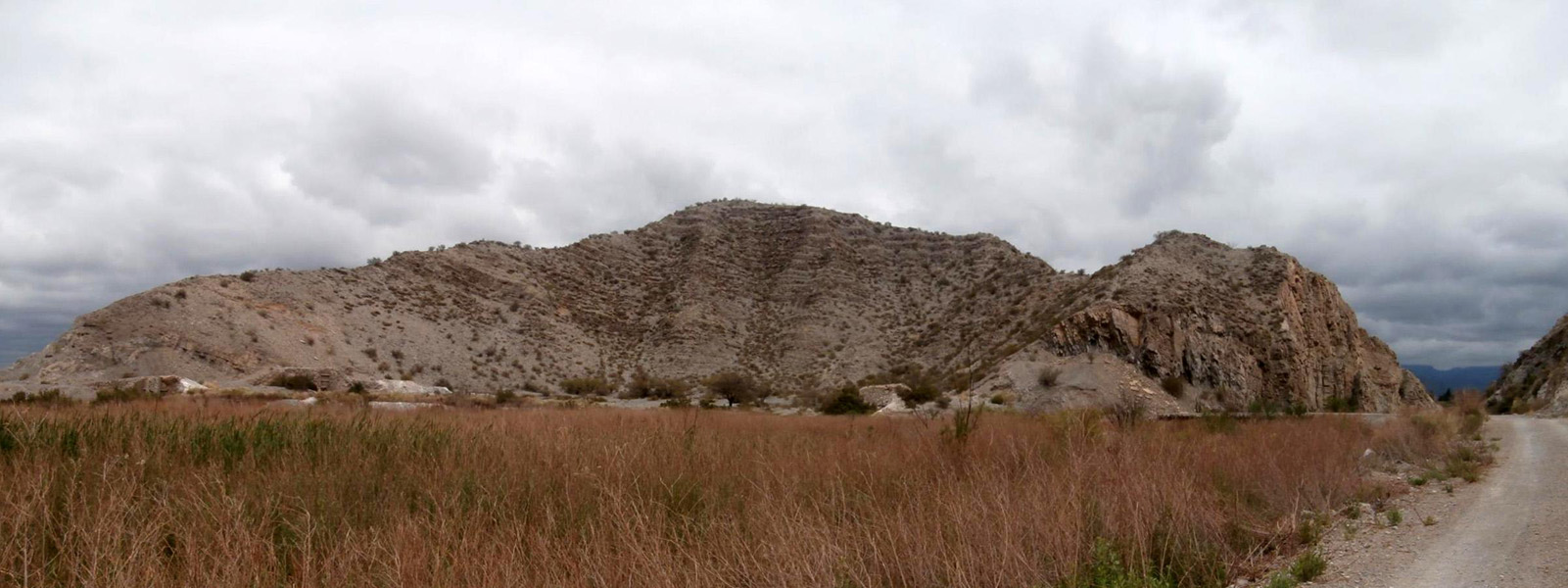
Formación San Juan (Ordovícico) cerca de Niquivil.

La Formación San Juan es una formación geológica de edad ordovícica que se encuentra expuesta a lo largo del sector central y oriental de la Precordillera, desde la localidad de Guandacol (Provincia de La Rioja) hasta el cerro Cal (Provincia de Mendoza).

## Antecedentes
Esta unidad fue nombrada originalmente como “Calizas San Juan”. Posteriormente, fue redefinida con esta denominación actual y quedó restringida a una sucesión de espesor variable entre los 300 y 400 metros compuesta dominantemente por calizas y margas, con abundante fauna y varios horizontes de arrecifes.

## Litología
Esta unidad se encuentra representada, principalmente, por wackestones, packstones y grainstones, con niveles de bentonita potásica.

## Paleontología
Se reconocen la presencia de macro y microfauna que incluye gastrópodos, trilobites, braquiópodos, esponjas, artejos de crinoideos, nautiloideos, ostrácodos, conodontes y microalgas calcáreas.

## Ambiente
La sección inferior de la Formación San Juan fue asociada a un ambiente de plataforma marina en una zona intertidal a subtidal mientras que el intervalo superior de la Formación San Juan es una secuencia de plataforma calcárea fangosa con contenido fosilífero, bajo condiciones subtidales.

## Relaciones estratigráficas
En la Precordillera Oriental, la Formación San Juan se apoya en concordancia sobre la Formación La Silla, y es a su vez cubierta en igual relación por las Formaciones Gualcamayo y Los Azules. 
En la Precordillera Central, está cubierta por la Formación La Chilca con una suave discordancia angular.

## Edad
La edad de los niveles más bajos de la Formación es del Tremadociense superior mientras que edad de la parte superior es Darriwilliense.